# Ayrton Lucas
Ayrton Lucas Dantas de Medeiros, né le 19 juin 1997 à Carnaúba dos Dantas dans le Rio Grande do Norte, plus connu sous le nom de Ayrton Lucas ou simplement Ayrton, est un footballeur brésilien qui joue pour le CR Flamengo, au poste d'arrière gauche.

## Biographie

### En club
Effectuant ses débuts à Fluminense, il est ensuite prêté dans différents clubs brésiliens.
Il dispute avec Fluminense un total de 34 matchs en Serie A brésilienne. Il atteint avec cette équipe les demi-finales de la Copa Sudamericana en 2018, en étant battu par l'Athletico Paranaense.
Il rejoint ensuite l'Europe en étant transféré au Spartak Moscou le 17 décembre 2018.